# Hunger
Hunger bezeichnet eine alltägliche Empfindung, die sich durch Verlangen nach Nahrung auszeichnet. Der Begriff kann aber auch die dauernde Lage des Hungerns oder ein Leben einschließen, in dem man nicht das Nötige hat, um sich zu ernähren. Zudem kann unter Hunger auch der objektive, physiologische Hungerzustand des Körpers bei Nahrungsmittelmangel bzw. Unterernährung verstanden werden. Hunger ist ein Mangel an Nahrung.
Der Begriff Hunger bezeichnet ein physisches, soziales, gesellschaftspolitisches, geschichtswissenschaftliches, psychologisches, aber auch wirtschaftliches Phänomen, das je nach Betrachtungsweise unterschiedlich dargestellt werden kann. Weltweit bekämpft auf der politischen Ebene die Ernährungs- und Landwirtschaftsorganisation der Vereinten Nationen (FAO), insbesondere mit dem Welternährungsprogramm (WFP, erhielt Friedensnobelpreis 2020) den Hunger.
Die biologische Funktion des Hungerreizes besteht darin, die ausreichende Versorgung des Organismus mit Nährstoffen und Energie sicherzustellen. Reguliert wird das Hungergefühl unter anderem durch Neurotransmitter, die im Hypothalamus produziert werden.

## Physiologische Vorgänge
Die Regulation von Hunger und Sättigung ist bei Menschen ein sehr komplexer Prozess, an dem zahlreiche Faktoren beteiligt sind. Viele von ihnen sind nach wie vor nicht komplett erforscht. Das trifft vor allem auf die beteiligten Hormone zu.
Ein wesentlicher Auslöser von Hunger ist nach aktuellem Forschungsstand das Glucoseniveau im Blut; dieser Wert wird von Rezeptoren in Leber und Magen an den Hypothalamus im Zwischenhirn gemeldet, in dem sich ein Hungerzentrum und ein Sättigungszentrum befinden. Bei Hypoglykämie werden Hungerreize ausgelöst. Außerdem spielt der Insulinspiegel eine wichtige Rolle, der ebenfalls permanent überprüft wird. Vom Gehirn berücksichtigt werden auch die im Körper gespeicherten Fettreserven in den Fettzellen; diese setzen permanent das Hormon Leptin frei. Je weniger Leptin im Blut vorhanden ist, desto häufiger treten starke Hungergefühle auf. Dies gilt jedoch nur für Menschen mit Normalgewicht, bei Adipositas ist stets eine große Menge Leptin im Blut, die jedoch nicht den erwarteten sättigenden Effekt hat, da in jenem Fall eine Leptin-Resistenz vorliegt. Wie stark die Esslust hier durch die Psyche bestimmt wird, ist noch ungeklärt. Bei Diäten sinkt die Leptinkonzentration generell deutlich, was nachfolgende Heißhungeranfälle erklärt. Erst vor einigen Jahren wurde das Hormon Ghrelin entdeckt. Seine Konzentration sinkt nach der Nahrungsaufnahme und steigt dann allmählich wieder an. Es wird im Magen-Darmtrakt gebildet und wird vorwiegend vom Füllungzustand des Magens gesteuert (Mechanorezeptoren). 
Neben diesen physiologischen Prozessen lösen aber auch eine Reihe von äußeren Einflüssen wie etwa Geruch, Geschmack oder Aussehen der Nahrungsmittel Hunger oder Sättigung aus.

## Heißhunger
Der Heißhunger (Zynorexie) unterscheidet sich von normalen Hungergefühlen durch einen plötzlich einsetzenden extremen Drang nach sofortiger Nahrungsaufnahme, wobei mitunter körperliche Symptome wie Zittern und Schweißausbrüche hinzukommen. Häufig besteht ein starkes Verlangen nach Süßem oder nach bestimmten Nahrungsmitteln, das eher mit Appetit gleichzusetzen ist als mit Hunger. Mediziner unterscheiden drei Formen von Heißhunger: den körperlich bedingten, den psychisch bedingten und eine Mischform.
Der körperlich bedingte Heißhunger kann als Signal für eine akute Unterzuckerung auftreten, also einen starken Abfall des Blutzuckerspiegels, der nicht nur bei Diabetes mellitus auftreten kann. Am schnellsten steigt der Blutzuckerwert durch schnell resorbierbare Kohlenhydrate wie Traubenzucker an, da diese Zuckerart besonders schnell ins Blut aufgenommen wird. Heißhunger kann durch häufiges Essen von schnell resorbierbaren Kohlenhydraten wie Einfachzucker und Weißmehlprodukte begünstigt werden. Vollkornprodukte und fett- oder eiweißreiche Lebensmittel verzögern den Blutzuckeranstieg und halten den Zuckerspiegel nach einer Mahlzeit für längere Zeit konstant. Nach Diäten kann es zu Heißhungeranfällen kommen, da der Körper so den Kalorienverlust wieder auszugleichen versucht. Es gibt auch hormonell bedingte Heißhungeranfälle in der Schwangerschaft und bei einigen Frauen in einer bestimmten Phase des monatlichen Menstruationszyklus.
Der Heißhunger auf bestimmte Lebensmittel kann kulturell unterschiedlich interpretiert werden. Verspürt eine Frau einen Heißhunger auf Gewürzgurken, wird dies in Deutschland als Indiz für eine mögliche Schwangerschaft verstanden. In Frankreich wird dagegen beim Heißhunger auf Erdbeeren eine Schwangerschaft vermutet. Aufgrund ihrer Inhaltsstoffe gelten beide Nahrungsmittel als besonders geeignet zum Verzehr während der Schwangerschaft.
Psychisch bedingter Heißhunger wird nicht durch einen körperlichen Bedarf, sondern häufig durch Stress und negative Emotionen ausgelöst, wobei die Essgelüste zu einer Gewohnheit werden. Sättigungsgefühle werden von einer verstärkten Serotoninausschüttung durch den Hypothalamus begleitet (Serotonin gilt als stimmungsaufhellend). Viele Heißhungeranfälle stellen eine Mischform dar. Regelmäßige Essanfälle gelten als Essstörung und kommen sowohl bei Adipositas-Patienten als auch bei Bulimie und Binge Eating vor. In diesen Fällen geht die Kontrolle über die Nahrungsaufnahme während eines Anfalls völlig verloren.

## Hedonischer Hunger
Die erwartete Freude am Essen kann einen positiven Anreiz geben, ohne dass ein Kaloriendefizit vorhanden ist. Besonderes besteht Appetit auf energiedichte, fettreiche und süße Lebensmittel. Ferner besteht ein Zusammenhang mit positiven oder negativen Emotionen wie Freude, Depression oder Stress. Besonders in westliche Kulturen, wo das Nahrungsangebot keinen limitierenden Faktor darstellt, kann ein solches Essverhalten zu Übergewicht, namentlich bei Kindern, hervorrufen. Dies passiert besonders dann, wenn gesunde Nahrung wie Gemüse und Ballaststoffe vermieden werden. Kardiovaskuläre Krankheiten, Hypertonie und Typ-2-Diabetes können die Folge, selbst bei Jugendlichen sein. 

## Hungern und Fasten
Bis in die Gegenwart müssen Menschen in einigen Weltregionen damit rechnen, Opfer einer Hungersnot zu werden und aus Nahrungsmangel zu verhungern. Es gibt daher die wissenschaftliche Theorie, dass das menschliche Gehirn im Laufe der Evolution genetisch so programmiert wurde, dass das Essverhalten dem Anlegen von Energiereserven für Notzeiten entspricht. Demnach wäre die Bevorzugung energiereicher Nahrungsmittel und übermäßiges Essen bei reichhaltigem Nahrungsangebot angeboren. Einige andere wissenschaftliche Erklärungsansätze widersprechen dieser These.
Bei stark reduzierter Nahrungszufuhr oder völligem Nahrungsentzug schaltet der Körper schon nach einem Tag auf den Hungerstoffwechsel um. Das gilt auch für niedrigenergetische Diäten. Das bedeutet, dass der Körper den Energieverbrauch stark senkt, was unter anderem dazu führt, dass der Blutkreislauf langsamer arbeitet und die Körpertemperatur etwas absinkt. Er gewinnt die nötige Energie zunächst aus der vorhandenen Glykogenreserve und danach aus dem Fett der Fettzellen, nach einigen Tagen auch zunehmend aus dem körpereigenen Eiweiß, wobei es hierfür keine Depots gibt, sondern die Muskelmasse abnimmt. Bei längerfristigem Nahrungsentzug, auch beim Fasten, kann u. a. der Herzmuskel geschädigt werden. Außerdem wird nach dem Fettgewebe auch anderes Körpergewebe allmählich abgebaut. Beim Hungerstoffwechsel kommt es zur Ketose. Der lang anhaltende Verzicht auf Nahrung oder lang anhaltende Hungerzustände führen letztendlich zum Hungertod.

## Folgen
Bei anhaltendem Hunger werden vom Gehirn eine Reihe von Stresshormonen ausgeschüttet, was zu psychischem Stress und innerer Unruhe führt. Gleichzeitig werden jedoch auch stimmungsaufhellende Hormone gebildet, vor allem Serotonin. Obwohl Fasten für den Körper physiologisch dieselben Auswirkungen hat wie Hungern, entfällt in diesem Fall der psychische Stress, da der Nahrungsverzicht freiwillig und geplant erfolgt. Das führt dazu, dass wesentlich mehr Endorphine als Stresshormone gebildet werden, die aufgrund des verlangsamten Stoffwechsels lange im Blut bleiben. Diese wirken als körpereigene Opioide und können einen leichten Rauschzustand erzeugen, der bis zu euphorischen Zuständen reichen kann. Die Belastung für den Körper vergrößert sich allerdings, wenn während des Arbeitsalltags gefastet wird, weswegen der Fastende sich aus dem Alltag zurückziehen sollte. Längerem Fasten wird von Medizinern daher auch ein Suchtpotenzial zugesprochen. Dieser Rauschzustand spielt auch bei Magersucht eine Rolle. Ein Hungerstreik ist als freiwilliger Nahrungsverzicht psychisch mit dem Fasten vergleichbar.
Die bekannteste wissenschaftliche Untersuchung über die körperlichen und psychischen Auswirkungen unfreiwilligen Nahrungsentzugs ist die Minnesota-Studie aus dem Jahre 1944. Teilnehmer waren 36 gesunde Freiwillige, die in einem Camp ein halbes Jahr lang mit der Hälfte der üblichen Zufuhr an Nahrungsenergie auskommen mussten. Danach wurden sie drei Monate lang weiterhin beobachtet. Die Männer verloren im Schnitt 25 Prozent ihres Körpergewichts, der Grundumsatz verringerte sich um 40 Prozent. In der Hungerphase wurde Essen zum zentralen Thema der Probanden, mit dem sie sich auch außerhalb der Mahlzeiten ständig beschäftigten. Auf psychischer Ebene kam es zu starken Stimmungsschwankungen, Aggressionen, Depressionen, dem Rückgang des Sexualtriebes und zu Schlafstörungen. Nach dem Ende der Hungerphase traten bei vielen Teilnehmern Heißhungeranfälle auf, die Sättigungsregulation war gestört, so dass teilweise gar keine Sättigung mehr wahrgenommen wurde, und die Fixierung auf Essen blieb längere Zeit erhalten.
Eine 2011 vorgestellte Studie zeigte, dass noch ein Jahr nach einer niedrig-energetischen Diät mit 2300 kJ/Tag (550 kcal/Tag) über 10 Wochen und einem mittleren Gewichtsverlust von 13,5 kg die Hormone pathologisch verändert bleiben, die Appetit und Gewichtszunahme steigern. Ebenso blieb das Hungergefühl verstärkt.
Leidet ein Kind bereits im Mutterleib unter Mangelernährung, hat es kaum die Chance, seinen Entwicklungsrückstand wieder aufzuholen. Es hat häufig ein geschwächtes Immunsystem und ist dadurch anfälliger für Infektionskrankheiten. Die körperliche und geistige Entwicklung des Kindes ist eingeschränkt, es kann sich schlechter konzentrieren und erbringt schlechtere Schulleistungen. Außerdem ist ein mangelernährtes Kind auch anfälliger dafür, im Erwachsenenalter chronische Krankheiten zu entwickeln. Beides führt in der Tendenz dazu, dass das Kind auch im Erwachsenenalter eine reduzierte körperliche und geistige Leistungsfähigkeit hat.

## Spätfolgen
Siehe Unterernährung, Hungerstoffwechsel.

## Tabelle der Formen des Hungers
|                           | Individuell                        | Kollektiv                            |
| ------------------------- | ---------------------------------- | ------------------------------------ |
| Freiwillig                | Fasten                             | Religiöses Fasten                    |
| Freiwillig                | Hungerkünstler                     |                                      |
| Freiwillig                | Diät                               |                                      |
| Freiwillig                | Sport                              |                                      |
| Erzwungen                 | Folter                             |                                      |
| Erzwungen                 | Armut                              | Armut                                |
| Erzwungen                 | Psychische Erkrankung              | Vernachlässigung in Heimen/Anstalten |
| Erzwungen                 | Hunger als Waffe                   |                                      |
| Erzwungen                 | Vernichtungslager                  |                                      |
| Erzwungen                 | Todesmärsche                       |                                      |
| Erzwungen                 | Rationierungen                     |                                      |
| Erzwungen                 | Hungersnöte                        |                                      |
| Erzwungen                 | Hunger in der Nachkriegszeit       |                                      |
| Erzwungen oder Freiwillig | Hungern zum Überwinden des Hungers |                                      |
| Erzwungen oder Freiwillig | Verzicht für jemand anderen        |                                      |
| Erzwungen oder Freiwillig | Hungerstreik                       | Hungerstreik                         |
| Erzwungen oder Freiwillig | Drogen                             |                                      |

## Sozialwissenschaftlicher Forschungskontext

### Frühe Neuzeit
Im klassischen Erklärungsansatz zu Hunger werden Hungerkrisen in der Frühen Neuzeit lediglich auf schlechte Ernten und Nahrungsmangel in der jeweiligen Region oder Gesellschaft zurückgeführt. Der klassische Interpretationsansatz nach Abel und Labrousse sieht Hunger als Haupttyp einer umfassenden sozialökonomischen Krise der vorindustriellen-kapitalistischen Gesellschaft, die bis in die 1. Hälfte des 19. Jahrhunderts in unregelmäßigen Abständen wiederkehrte. Dabei steht der Ernteausfall ursächlich im Zentrum, der zu Über- oder Hungersterblichkeit führt. Kriege, Krisen und Praktiken herrschaftlich-staatlicher Abschöpfung sind als nebensächliche Ursachen zu betrachten. Im neueren Interpretationsansatz spielt der wetter- und klimabedingte Ertragsrückgang der landwirtschaftlichen Erzeugung zwar immer noch eine wichtige Rolle in der Suche nach Ursachen von Hungerkrisen in der Frühen Neuzeit. Allerdings werden spezifische Minderberechtigungen und Ungleichheiten für bestimmte Gruppen und Schichten einer Gesellschaft, also die sozialen Verhältnisse, als ebenso entscheidend – wenn nicht wichtiger – betrachtet. So treten vor allem die Wirkung politisch-herrschaftlicher Faktoren als Krisen verursachende oder krisenverstärkende, aber auch krisensteuernde und krisenmildernde Momente in den Vordergrund.
Zur Verschärfung von Hungerkrisen tragen strukturelle, längerfristig wirkende Faktoren, wie anhaltende Nahrungslosigkeit, Armut und Verarmung verursachend bei. Diese sind Folge von politisch-herrschaftlichen Praktiken, wie herrschaftliche Abschöpfung von Nahrung und Steuern, oder langandauernder Unter- und/oder Fehlernährung.
Hunger, Hungerpolitik und Hungererfahrungen in den Krisen des frühen 19. Jahrhunderts müssen im historischen Kontext gesehen werden. Zur Analyse dieses Zusammenhanges gehören sowohl natürlich-klimatische, konjunkturelle und strukturelle Ursachen und auch Formen, Praktiken und Symbole von Hungerpolitik und Erfahrungen der Hungernden.

### Neuzeit
Im Gegensatz zum heutigen Welthungerproblem, das von chronischer Mangelernährung bestimmt wird, kann man die Hungerkrisen des 20. Jahrhunderts als politischen Sprengstoff sehen. Selbst autoritäre Regime verschwiegen Hungerkrisen nicht, sondern politische Führungsschichten versuchten akute Hungersnöte zu verhindern und in Notlagen internationale Hilfe und Publizität zu beanspruchen. Hungersnöte des 20. Jahrhunderts sind als komplexe, durch soziale Interaktionen entstandene Prozesse zu verstehen. Bei diesen Prozessen hängen Gesamtangebot, Marktfunktionieren und Marktteilnehmer sowie staatliches und sonstiges politisches Handeln zusammen.
In historischen Darstellungen zu Hunger im 20. Jahrhundert werden oftmals Opfernarrative geschaffen, um Fremdherrschaft zu brandmarken, dafür werden aber viele Aspekte, die die Hungerkrisen mitverursacht haben oder mit ihnen einhergingen, ausgeblendet. Agrarproduktion, Märkte und Politik müssen in Verbindung gesehen werden, um ursächliche Erklärungen zu finden.
Nach James Vernon gibt es drei Regimente zur Wahrnehmung des Hungers in verschiedenen Zeiten, von denen das letzte in der Neuzeit anzusiedeln ist:
1. Göttliches Regiment: Hunger ist Teil des unausweichlichen göttlichen Plans.
2. Moralisches Regiment: Hunger als Resultat von individuellem Versagen. Unfähigkeit, eine richtige Arbeit zu erlernen, Liberalismus.
3. Soziales Regiment (ab 1840): Hunger als kollektives und gesellschaftliches Problem, in welchem Hungernde Opfer von versagenden politischen und ökonomischen Systemen sind, über welche sie selbst keine Kontrolle haben.

### Zeitgeschichte
Bei der Wahrnehmung von Hunger in der heutigen Zeit muss von einem Spektrum gesprochen werden. Dieses Spektrum reicht von endemischer Mangelernährung bis zur übermäßigen Mortalität und den dazugehörigen Krankheiten. Zudem geht man heute in der entwickelten Welt von der Annahme aus, dass Hungerkrisen verhindert werden können. Deswegen ist der Anspruch an globale Humanität weit gestreut, Hunger wird in den Fokus des Aktivismus gesetzt und ist ein effektives Mittel, um Bewusstsein für weltweite Armut zu schaffen.
Allumfassende Hungerkrisen sind seltener heute und unter den richtigen Bedingungen weniger wahrscheinlich in der Zukunft. Trotzdem bleiben sie heute noch bestehen, obwohl dort, wo Ernteausfall die größte Gefahr ist, eine Kombination aus Öffentlichkeitsarbeit, Marktkräften und Nahrungshilfen die Mortalitätsrate während substantieller Krisen reduzieren könnte.

### FAD – Food Availability Decline
FAD bezieht sich auf neodarwinistische Positionen und leiten Hunger und Hungertod aus dem physischen Fehlen von Nahrungsmitteln infolge von Missernten bei gleichzeitigem Bevölkerungsdruck und Ressourcendegradation ab.

### FED – Food Entitlement Decline
Mit der Entitlement-Theorie konnte Amartya Sen belegen, dass die verheerende Hungersnot in Bengalen nicht etwa durch den Mangel an Nahrungsmittel verursacht wurde (FAD). Millionen von Menschen in Bengalen verhungerten, obwohl insgesamt mehr Nahrungsmittel erzeugt wurden als in den Jahren zuvor. Die kritische Schwachstelle zwischen Produktion und Konsum ergab sich vielmehr aus einer Verschlechterung der Austauschbedingungen (Exchange Entitlements) für zahlreiche ländliche Armutsgruppen. Da Nahrungsmittel in der kolonialen Ökonomie Indiens zu einer Handelsware geworden waren und gleichzeitig der Zusammenbruch der „Moral Economy“ die traditionellen Sicherungssysteme geschwächt hatte, waren Millionen Menschen trotz voller Getreidespeicher dem Hungertod ausgeliefert. Die Ursachen der Hungersnot liegen also im Verfall der Verfügungsrechte (FED). Die Entitlement-Theorie kann als Grundlage der sozialwissenschaftlichen Verwundbarkeitsdiskussion betrachtet werden.

### Peripherie-Zentrum-Modell
Zur Analyse des Entstehens von Hunger kann auch das Peripherie-Zentrum-Modell hinzugezogen werden. Dieses wird zur Analyse von wirtschaftlichen, politischen, sozialen oder kulturellen Beziehungen zwischen Staaten oder Regionen verwendet. In der Wirtschaftstheorie wird von fundamentalen Strukturunterschieden zwischen den Regionen ausgegangen. So verläuft die Entwicklung in den Zentren und den Randgebieten (Peripherie) ungleichmäßig. Dies führt dazu, dass kein raumwirtschaftlicher Gleichgewichtszustand erreicht wird. Das Zentrum ist wirtschaftlich aktiver, relativ weit entwickelt, produziert v. a. Industriewaren und gilt als innovativ und fortschrittlich (Städte, Ballungsgebiete). Die Peripherie, die auch als ländlicher Raum bezeichnet werden kann, ist durch Landwirtschaft und Rohstoffgewinnung geprägt. Zentrum und Peripherie stehen in einem Abhängigkeitsverhältnis, in dem das Zentrum Einfluss (Macht)  auf die Peripherie ausüben kann.
Das Zentrum-Peripherie-Modell wird in der Entwicklungspolitik zur Erfassung globaler, regionaler und innerstaatlicher Abhängigkeitsbeziehungen verwendet. Grundannahme ist die hierarchische Struktur der Weltgesellschaft, die historisch durch die sich ausbreitende kapitalistische Weltwirtschaft mit multinationalen Unternehmen als Hauptakteuren und die internationale Arbeitsteilung entstanden ist. Danach bilden die kapitalistischen Länder das Zentrum und die Entwicklungsländer die Peripherie. Die wirtschaftliche Entwicklung ist dabei gekennzeichnet durch wachsenden Wohlstand in den Industrieländern und sich verschärfende Armut und Unterentwicklung in den Entwicklungsländern, dies vor allem, weil das Zentrum die Macht hat, die Kosten der Entwicklung auf die Peripherie zu verlagern (z. B. niedrige Rohstoffpreise). Dadurch werden die Wachstumsmöglichkeiten der Peripherie begrenzt. In der Folge kann beispielsweise Hunger entstehen.
Mit dieser Herleitung wird unterstellt, dass die Unterentwicklung in den Entwicklungsländern extern verursacht wurde und die fortdauernde externe Abhängigkeit der wesentliche Faktor für die Situation der Entwicklungsländer und die Verschärfung des Nord-Süd-Konflikts ist. Übertragen auf die innerstaatliche Situation der Entwicklungsländer führt das Zentrum-Peripherie-Modell sowohl zur Erklärung der gegensätzlichen Entwicklung von traditionellen ländlichen Regionen und modernen Stadtregionen als auch von hoch entwickelten Stadtzentren und verarmten Stadtperipherien.

### Vulnerabilitätskonzept
Das Vulnerabilitätskonzept soll eine Brücke zwischen naturwissenschaftlichem Verständnis und sozialwissenschaftlichem Verständnis von Verwundbarkeit gegenüber Katastrophen (z. B. Hungerkrisen) schlagen. Dabei soll eine Annäherung der erarbeiteten Konzepte der jeweiligen Forschungsfelder stattfinden und vor allem deren gegenseitiger Einfluss aufeinander erkannt werden.
In den Sozialwissenschaften wird die Vulnerabilität oder Verwundbarkeit, die auf Grundlage der Entitlement-Theorie aufbaut und diese erweitert, auf rein gesellschaftliche Bedingungen bezogen. In den Naturwissenschaften wird sie generell als eine Empfindlichkeit vorher definierter Risikoelemente gegenüber einer Naturgefahr beschrieben. Somit steht dem Fokus auf die ganzheitlichen Gesellschaftssysteme (Sozialwissenschaften) der Fokus auf quantifizierbare Konsequenzen gegenüber (Naturwissenschaften). Sowohl die physischen Phänomene (räumliche, zeitliche) als auch die sozialen Wirkungen und Folgen des physischen Ereignisses entscheiden darüber, ob Naturereignisse und Naturgefahren zu Katastrophen werden, also auch ob eine Hungerkrise entsteht.
Die gesellschaftliche Verwundbarkeit kann in vielen Fällen die Katastrophenschäden stärker beeinflussen als die Naturgefahr selbst, und das relative Katastrophenpotenzial einer Gesellschaft ist weitgehend von der Dynamik und der sozialen wie räumlichen Differenziertheit gesellschaftlicher Verhältnisse bestimmt. Zudem gibt es eine dynamische Dualität von gesellschaftlicher Verwundbarkeit, da es ein permanentes Spannungsfeld zwischen menschlichen Aktivitäten, die Risiken erzeugen, und menschlichen Anstrengungen, die Risiken zu vermeiden, gibt. Dieses Konzept schlägt die Brücke zwischen handlungs- und akteursorientierter sozialwissenschaftlicher Verwundbarkeitsforschung und einer auf Risiko bezogenen naturwissenschaftlichen Gefahrenforschung. Während in den Sozialwissenschaften die Gesellschaftssysteme in ihrer vielschichtigen, häufig unvorhergesehenen Vernetzung die Verwundbarkeit einzelner Personen oder Akteursgruppen bestimmen und stark beeinflussen, liegt in den Naturwissenschaften der Fokus auf Quantifizierung der Vulnerabilität einzelner Risikoelemente gegenüber einer Ereignismagnitude.

## Hunger in den Medien
In seinem 2007 erschienenen Werk Hunger. A Modern History zeigte der britische Historiker James Vernon, wie sich die Wahrnehmung von Hunger durch neue Formen der Berichterstattung veränderte. Durch journalistische Arbeit wurden individuelle Schicksale hinter dem Hunger herausgearbeitet und dabei die Unschuld der Opfer in den Mittelpunkt gerückt.
Ob und in welcher Form die Medien auf eine Hungersnot oder ein anderes humanitäres Problem aufmerksam werden und darüber berichten, hängt von mehreren Akteuren ab: es gibt politische Akteure, die die Aufmerksamkeit der Medien gezielt auf das Problem lenken wollen. Es kommt auch vor, dass Regierungen versuchen, die Not zu verbergen und die mediale Aufmerksamkeit fernzuhalten. Weitere Akteure sind humanitäre Organisationen. Diese sind auf eine enge Verflechtung mit den Medien angewiesen. Dabei spricht man von einem Feedback Loop: Mitarbeiter internationaler Organisationen versorgen die Medien mit Informationen, die via Presse und Fernsehen ein Publikum finden, dessen Spenden das Weiterleben der Hilfsaktion (und der Helfenden) ermöglichen.
Ein Beispiel dafür ist die Organisation „Ärzte ohne Grenzen / Médecins sans frontières“, die von zahlreichen westlichen Nachrichtenagenturen als verlässliche Quelle in Krisengebieten geführt wird.
Ein ehemaliger Präsident der „Ärzte ohne Grenzen“, Rony Brauman (* 1950), hat in seinem Buch über seine Arbeit bei der Organisation vier Grundbedingungen für eine erfolgreiche Kampagne zusammengefasst:
- Permanenter Bildfluss
- Keine Konkurrenz durch andere Katastrophen
- Mediationsperson in Gestalt eines Helfers oder einer Helferin, welcher/welche Aussicht auf Linderung verspricht
- Unschuld der Opfer

Besondere Wirkung in den Medien haben Bilder. Forschungen von David Campbell und Valérie Gorin haben gezeigt, dass im Hungerdiskurs Bilder zu Symbolen von Hunger oder Leid wurden. Sie gehen über das Bild als Abbild der Lage hinaus und strukturieren die Wahrnehmung der Realität. Dabei werden die abgebildeten Personen als hilfsbedürftig und unschuldige Opfer inszeniert, aber auch ihrem Lebenskontext entrissen und so zu Ikonen des Leides. Im Hungerdiskurs äußert sich dies oft in stereotypischen Repräsentationen von hungernden Kindern und Müttern.
David Campbell verweist in seiner Arbeit darauf, dass individuelles Leid bei Adressaten stärkere Reaktionen hervorruft als das Leiden einer Gruppe, wie sozialpsychologische Studien gezeigt haben. Von der postkolonialen Forschung wird kritisiert, dass die Permanenz von Opferbildern, vor allem aus Afrika, zum Fortschreiben von kolonialen Machtsymmetrien in den Köpfen der Menschen führt. Es fehlen positive Gegenbilder zu Afrika und humanitären Katastrophen. Studien nach den Live-Aid-Konzerten ergaben, dass über 80 % der Briten Entwicklungsländer mit Hunger, Katastrophen und westlicher Hilfe assoziieren. Diese Stereotype werden zudem durch das Marginalisieren oder Weglassen des Kontexts der Krisen und Bilder gestützt.
Lukas Zürcher bearbeitet die Mediatisierung des Hungers in Afrika exemplarisch anhand von Quellen der kirchlichen Organisation der „Weißen Väter“, welche ab der zweiten Hälfte des 19. Jahrhunderts in Afrika missionierten. Dabei arbeitete er die christliche Metaphorik im Kontext des Hungers heraus. In der Bibel wird oft die Verbindung zwischen dem Hunger nach Brot und dem Hunger nach Gott gezogen. Dabei befindet sich die Person, welche hungert, im Zustand der Gottesferne. Der Mangel an Nahrung sowie der Mangel an Glaube, Liebe und Hoffnung lassen die Menschen empfänglich für die Verführung durch den Teufel werden und bedrohen ihre Existenz.
Zürcher hat in seiner Arbeit drei Arten, über Hunger zu sprechen, aus den Missionsschriften des Ordens herausgearbeitet:
- Der Hunger der Missionierenden selbst
- Betonung des Gegensatzes von hungernden Christen und hungernden Heiden (Christen können den Hunger aufgrund von geistiger Nahrung ertragen, während das Hungerleiden bei Heiden in Gewalt ausartet)
- Hunger der Afrikaner nach dem Wort Gottes

In ihren weißen Roben inszenierten sich die „Weißen Väter“ selbst beinahe als Heilige und ließen biblische Assoziationen anklingen, wie die Legende des barmherzigen Samariters.
Nach dem Zweiten Vatikanischen Konzil von 1962 bis 1965, an welchem eine Erklärung der Religionsfreiheit und einer toleranten Haltung gegenüber nichtchristlichen Religionen beschlossen wurde, stellt Zürcher einen Wandel im katholischen Missionsverständnis, und so auch in den Schriften des Ordens der „Weißen Väter“ fest. Da das Missionieren im herkömmlichen Sinn durch den Beschluss der Kirche nicht mehr möglich war, verschob sich der Fokus der Schriften von einem Hunger nach Gottes Wort zu physischem Hunger, welcher mit Hilfe von Nahrungsmittelabgaben bekämpft werden konnte. Man musste die Legitimation für Einsätze von kirchlichen, aber auch generell aller westlichen Organisationen in Afrika bekräftigen. Dabei spielte auch die Entwicklung der globalen Entwicklungsgemeinschaften in den 1960ern eine Rolle.
Einen ganz anderen Zusammenhang zwischen Hunger und Medien stellt die Psychologin Christiane Eichenberg in ihrem Aufsatz Hungern im Netz über Essstörungen her. Sie untersuchte die Ursachenforschung für diese Art von psychischen Erkrankungen. Diese lassen sich in zwei Bereiche teilen: Die psychologischen Determinanten und die soziokulturellen Determinanten: Unter die soziokulturellen Determinanten fallen neben Familien und Peergruppen auch die Gendernormen und Rollenerwartungen der Gesellschaft, bei deren Vermittlung den Medien eine bedeutende Rolle zukommt. Doch diese Rolle ist ambivalent: Zum einen kann die öffentliche Thematisierung psychischer Störungen einen Beitrag zur Überwindung dieser Probleme leisten. Zum andern stehen die Medien unter Verdacht, selbst ein Teil des Problems zu sein, da sie als Vermittler gesellschaftlicher Leitbilder und als Quelle von Vorbildern und Körperidealen agieren. Besonders kritisch sieht Eichenberg die Pro-Ana-Bewegungen im Internet. Diese kann man als Zusammenschluss von Betroffenen charakterisieren, welche ihre Krankheit nicht überwinden, sondern aufrechterhalten und kultivieren wollen. Dabei stehen der Austausch mit Gleichgesinnten in Foren oder Tipps und Tricks zum Abnehmen und die sogenannte „thinspiration“ in Form von Bildern, Filmen, Liedern oder Gedichten dünner Personen über das Hungern im Mittelpunkt.

## Hunger in der Kunst
Das Thema Hunger wird in der Kunst auf verschiedene Arten be- und verarbeitet. Was und wie Hunger in der Kunst verarbeitet wird, ist von vielen Faktoren abhängig. In der Kunst lässt sich auch die Veränderung der Wahrnehmung des Hungers in einer Gesellschaft festmachen. Neben der Darstellung, Abbildung und Beschreibung des Hungers gibt es auch Künstler, welche das Hungern selbst inszenieren (Hungerkünstler).

### Hunger in der Literatur
Das Problem am Hunger ist, dass er vieldeutig und kontextabhängig ist und zudem von jeder Person subjektiv erlebt und verarbeitet wird. Was Hunger ist und wie er wahrgenommen wird, hängt in hohem Maß von seinem Kontext ab. Literatur reflektiert diese Problematik. Sozialgeschichtlich fand das Thema etwa in Georg Weerths Hungerlied (1844) seinen literarischen Niederschlag. Herta Müller hingegen äußert in ihrem Roman Atemschaukel, es gebe keine passenden Worte für das Hungerleiden, aber man müsse versuchen, durch Literatur dem Hunger eine Sprache zu verleihen. Flecht geht davon aus, dass genau das Fehlen solcher Worte Hunger zu einem schöpferischen Prinzip der Literatur werden lässt: „Der hungernde Körper spricht nicht für sich selbst; er bedarf der Geschichten, um lesbar zu werden.“ Hunger kann als eine poetologische Funktion auftreten, die auslotet, wie Literatur verfasst ist. So handelt beispielsweise der Roman Sult (zu Deutsch: Hunger) von Knut Hamsun nicht nur inhaltlich vom Hungern, sondern weist auch ein hohes Maß an Selbstreflexivität auf: Durch den Hunger reflektiert der Roman die eigene sprachliche Verfasstheit. Zudem kann die Literatur durch das Motiv des Hungers verschiedene kulturelle Phänomene und Diskurse aufgreifen und bearbeiten, wie beispielsweise das Christentum (durch Hunger in Versuchung kommen), die Medizin (Wandel, ethische Probleme), das Entstehen der Konsumgesellschaft oder soziale Ungerechtigkeit. Grundsätzlich gilt, dass die Betrachtung des Hungers in der Literatur immer in Abhängigkeit vom historischen Kontext stattfinden muss, da nur dadurch kulturelle Phänomene herausgearbeitet werden können.
Motive des Hungers in der Literatur:
- Hunger und Gefangenschaft (Arbeits- und Vernichtungslager, Gefängnis)
- Körperlicher Verfall
- Verzweiflung
- Verbindung künstlerisches Schaffen und Hunger
- Hunger nach Sinn, Antworten, Bedeutung
- Christentum (Gottesnähe oder -ferne durch Hunger, Völlerei)
- Hunger im Medizindiskurs/Medizingeschichte (Entwicklung von Krankheitsbildern)
- Reflexion der (entstehenden) Konsumgesellschaft
- Ausgangspunkt von politischer Radikalisierung und Revolten
- Hunger und Armut
- Hunger und Drogen

Literaturwissenschaftlich untersuchte Maud Ellmann unterschiedliche kulturelle Phänomene, welche sie mit Hungern, Schreiben und Gefangenschaft verbindet. Der Germanist Christoph Steier sieht Hunger als Medium der Selbstreflexion von Literatur. Hunger wird zum Motiv und formalen Prinzip der Literatur, um eigene Grenzen und Möglichkeiten zu erproben. Dabei spricht er vom „Schauhungern“, einem ausgestellten Hungern. Mit einer Perspektive auf die Geschlechter arbeitete die Germanistin Nina Diezmann heraus, dass im medizinischen Diskurs um 1900 Frauen, die nicht aßen, vorwiegend als Patientinnen gesehen wurden, während Männer, die hungerten, oft als willensstark charakterisiert wurden (bspw. Hungerkünstler).